# منتخب الأرجنتين تحت 18 سنة لكرة الطائرة للسيدات
منتخب الأرجنتين تحت 18 سنة لكرة الطائرة للسيدات هو ممثل الأرجنتين الرسمي في المنافسات الدولية في كرة طائرة في فئة كرة الطائرة للسيدات تحت 18 سنة.